# Szlak Kamiennych Kręgów
Szlak Kamiennych Kręgów – zielony znakowany szlak turystyczny wytyczony przez obszar powiatów kartuskiego, kościerskiego, chojnickiego i starogardzkiego prowadzący z Sierakowic do Czarnej Wody, kaszubsko-borowiackim obszarem województwa pomorskiego (liczący ok. 93 km długości).

## Przebieg szlaku

### Odcineksierakowicko-sulęczyński
- Sierakowice
- Tuchlino
- Jezioro Tuchlińskie
- Widna Góra
- Podjazy
- Amalka
- Mściszewice
- Węsiory
- Niesiołowice
- Ogonki
- jezioro Sumino

### Odcineklipusko-wdzydzki
- Gostomko
- Jezioro Karpno
- Lipusz
- Płocice
- Grzybowski Młyn
- Rezerwat przyrody Wda – Trzebiocha
- Loryniec
- Wąglikowice
- Juszki
- Jezioro Strupino
- Gołuń
- Jezioro Gołuń
- Jezioro Chądzie
- Rezerwat przyrody Krwawe Doły

### Odcinekborowiacko-wdecki
- jezioro Drzęczno
- Bąk
- Miedzno
- Rezerwat przyrody Kręgi Kamienne
- Odry
- Klonowice
- Czarna Woda